# Secrets (Stargate SG-1)
Secrets (Secretos) es el noveno  episodio de la segunda temporada de la serie de televisión de ciencia ficción Stargate SG-1. Corresponde al trigésimo primer episodio de toda la serie.

## Trama
A un año de la primera misión del SG-1 a Abydos, Daniel pide volver allí como había prometido. Él vuelve solo con Teal'c, ya que el Coronel O'Neill y la Capitán Carter van a ser condecorados por el mismo Presidente, en la capital. 
Al llegar, Daniel informa a su suegro Kasuf que no ha podido rescatar a Sha're, pero este le dice que ella ya está en Abydos, y además está embarazada de Apophis. Él la ocultó allí para proteger al niño, que Apophis quiere sea su nuevo anfitrión algún día.
Mientras este preñada, el Goa’uld Amonet permanece durmiendo, y ella controla su cuerpo. Si el simbionte despierta, el niño puede morir. Daniel decide entonces traer a Sha’re al SGC para protegerla y obtener toda la información posible del Goa’uld durmiente, antes del parto. Mientras tanto, en Washington, el padre de la capitana Carter, el teniente general Jacob Carter está presente en la ceremonia de Premiación. Durante la reunión, Jacob Carter le dice a Samantha que él ha arreglado un puesto para ella en la NASA, para que cumpla su sueño de la niñez de viajar al espacio. Carter no puede aceptar obviamente esto, y rechaza la oferta, dejando desilusionado y algo molesto a su padre.
En tanto, O'Neill al dejar brevemente la recepción, es seguido por un reportero que al parecer sabe del Programa Stargate. Peor todavía, tiene grabada una conversación entre el Coronel O'Neill y Carter sobre el Stargate, antes de entrar a la recepción. Después de negarlo, vuelve adentro, donde Hammond le pide que hable de nuevo con el reportero para descubrir la fuente de la fuga.
En Abydos mientras, Daniel y Teal'c están a punto de volver al SGC con Sha're, cuando la Nave del Goa’uld Heru'ur (enemigo de Apophis) aterriza encima de la pirámide. Busca al bebe, así que los 3 se ocultan en unas cuevas cercanas. Daniel, promete que seguirá con Sha’re hasta que el niño nazca, mientras Teal'c intentara detener a los Jaffa de Heru'ur.
En la Tierra, Jack habla de nuevo con Armin Selig, el reportero. En la breve plática Selig revela que sabe que la Tierra fue casi destruida por 2 naves alienígenas. Como no puede conseguir la confirmación de O'Neill, Selig decide irse, pero cuando cruza la calle es atropellado fuertemente por un auto negro. O'Neill logra ver esto, y corre a ayudarlo, no obstante Selig solo le hace saber que piensa que él fue el responsable de esto. En ese instante, Selig muere.
Debido al accidente la Ceremonia se cancela. Antes que Samantha se vaya su padre le confiesa que tiene Cáncer y que realmente le hubiera gustado verla como Astronauta antes de morir. A pesar de esto, Carter no puede decirle la verdad a su padre. La condecoración se realiza en privado en el SGC, donde Hammond trata de hacer entender al Coronel, que la muerte de Selig fue solo un accidente.
Por otra parte, en Abydos, el niño de Sha're nace, y Amonet toma control del cuerpo. Antes que esto suceda, Daniel jura amar a Sha're por siempre. Teal'c aparece en ese momento, vestido como uno de los Jaffa de Heru’ur, y ordena a Daniel que le dé el bebé. Amonet también lo exige, pero Teal'c le dispara con un Zat, diciéndole que diga a Apophis que Heru’ur se ha llevado a su hijo. Después Teal'c y Jackson le dan el bebé a Kasuf, para que lo oculte.
Vuelven a la Pirámide y Teal'c, aún disfrazado, trae a Daniel como "prisionero". Jackson finge ofrecer una alianza con la Tierra, en contra de Apophis, pero Heru’ur declara que conquistara la Tierra tan pronto lo venza. Teal'c miente a Heru'ur, diciéndole que Apophis ha venido a reclamar a su hijo. En ese momento, O'Neill y Carter vienen por el portal, y Teal'c hace uso de la confusión del Kawoosh de activación para atacar a los Jaffa de Heru’ur. O'Neill y Carter llegan y tratan de atacar inútilmente a Heru’ur, debido a que ha activado su escudo personal. Sin embargo, Jack logra inhabilitarlo parcialmente, lanzándole un cuchillo en la palma, por lo que Heru¡ur se ve forzado a retirarse.
Pronto, el Portal se activa nuevamente, y el SG-1 se oculta. Es Apophis, que ha venido por su reina y su hijo. Amonet/Sha're llega en ese momento y dice a Apophis que Heru’ur se llevó al niño. Amonet descubre donde está oculto el equipo, pero no revela su posición y se va con Apophis, lo que lleva a pensar a Daniel que Sha’re está luchando contra el simbionte. Todos vuelven luego al SGC.

## Artistas invitados
- Carmen Argenziano como el teniente general Jacob Carter.
- Vaitiare Bandera como Sha're.
- Erick Avari como Kasuf.
- Peter Williams como Apophis
- Douglas H. Arthurs como Heru'ur.
- Chris Owens como Armin Selig.
- Michael Tiernan como Ryn'tak.